# Грай (альбом)
Грай — сборник белорусской рок-группы Ляпис Трубецкой. Это первый в истории команды полностью белорусскоязычный альбом, в который вошли десять ранее изданных треков с новым мастерингом и две песни-новинки — «Месяц» и «Сонейка».

## Об альбоме
В конце августа 2013 группа объявила о выходе первого белорусскоязычного альбома-сборника под названием «Грай». Туда вошли песни на белорусском языке, которые вышли за последние 10 лет. Вместе с выпуском альбома 30 ноября в Вильнюсе состоялся концерт-презентация программы «Грай». Онлайн-трансляцию мероприятия организовывал Белорусский портал TUT.BY.
Лидер группы, Сергей Михалок, высказывался следующим образом насчёт альбома:
«У этого альбома нет какой-то определённой концепции. В нём есть песни солнечные, яркие, а есть и грустные, печальные, пронизанные ностальгией. Они были написаны в разные периоды моей жизни и выражают всю полярность моих взглядов и эмоций. А посвятить эту пластинку я бы хотел тем людям, которые ломают лубочный, зализанный, телевизионно-картиночный образ белорусов — таких терпеливых, тихих, спокойных, работящих, не любящих перемены. Мы хотим показать, что есть и другие белорусы — которые могут быть дерзкими, шумными, могут не бояться проявлять свою индивидуальность. Которые не хотят прожить жизнь рахмана (кротко — по-белорусски) и памяркоўна (терпеливо — по-белорусски), а хотят быть волатами, вершителями своих судеб. Которые в разных сферах жизни творят, бьются, достигают, удивляют. Таких людей немало, мы их знаем, и альбом Грай — для них и про них.»
Специально для выпуска на сборнике Грай все ранее издававшиеся треки были заново отмастерены Джастином Штурцем на студии Sterling Sound в Нью-Йорке — и зазвучали по-новому.

«Джастин работал над альбомами Slipknot, Paramore и многих других известных артистов, он очень крутой профессионал. Я это понял, когда после получения результатов его работы вдруг услышал в некоторых наших старых песнях партии, которые раньше вообще не были слышны».— С. Михалок, интервью порталу TUT.BY

## Список композиций
Слова и музыка всех песен — Сергей Михалок, за исключением отмеченных.
| №                   | Название                                    | Текст песни         | Длительность |
| ------------------- | ------------------------------------------- | ------------------- | ------------ |
| 1.                  | «Не быць скотам!» (рус. Не быть скотом!)    | Янка Купала         | 2:43         |
| 2.                  | «Зорачкі» (рус. Звёздочки)                  |                     | 3:45         |
| 3.                  | «Панас»                                     |                     | 2:31         |
| 4.                  | «Нафта» (рус. Нефть)                        |                     | 2:59         |
| 5.                  | «Ружовыя акуляры» (рус. Розовые очки)       |                     | 3:17         |
| 6.                  | «Belarus Freedom» (рус. Свобода Белоруссии) |                     | 3:47         |
| 7.                  | «Рамонкі» (рус. Ромашки)                    |                     | 3:07         |
| 8.                  | «Месяц» (рус. Луна)                         |                     | 3:40         |
| 9.                  | «Маеш яйцы?!» (рус. Имеешь яйца?!)          |                     | 2:48         |
| 10.                 | «Грай» (рус. Играй)                         |                     | 4:10         |
| 11.                 | «Цмок ды арол» (рус. Дракон и орёл)         |                     | 3:19         |
| 12.                 | «Сонейка» (рус. Солнышко)                   |                     | 1:28         |
| Общая длительность: | Общая длительность:                         | Общая длительность: | 38:17        |